# Program Stabilizacja-Restrukturyzacja-Prywatyzacja
Program SRP (Stabilizacja. Restrukturyzacja. Prywatyzacja) – jedna z form przekształceń struktury własnościowej. Na całokształt tej struktury, poza programem SRP, składały się: prywatyzacja (kapitałowa, bezpośrednia, likwidacyjna), Program Powszechnej Prywatyzacji (PPP), program komercjalizacji przedsiębiorstw państwowych, prywatyzacja założycielska oraz reprywatyzacja.
Program SRP jest uzupełnieniem prywatyzacji kapitałowej, likwidacyjnej i powszechnej. Dotyczy głównie przedsiębiorstw w złej sytuacji finansowej, które nie rokują na przetrwanie w realiach gospodarki wolnorynkowej. Stabilizacja oznacza wsparcie finansowe przedsiębiorstw. Restrukturyzacja polega na wprowadzeniu zmian w zarządzaniu i finansach w celu wprowadzenia przedsiębiorstwa na ścieżkę rozwoju. Powinna objąć zarówno aktywa trwałe, obrotowe, infrastrukturę, jak i procesy zarządzania i kontrolę jakości. Program ten miał być realizowany przez spółki inwestycyjne tworzone przez EBOiR (Europejski Bank Odbudowy i Rozwoju) wraz z polskimi bankami. Udziałowcami tych spółek może być także skarb państwa i Agencja Rozwoju Przemysłu. Pierwsza tego typu spółka powstała w I kwartale 1997 r. Tworzenie takich spółek inwestycyjnych jest dla EBOiR sposobem minimalizacji ryzyka inwestycyjnego w Polsce. Skala prywatyzacji realizowana w tym trybie okazała się jednak znikoma.
Podstawowymi aktami prawnymi regulującymi proces prywatyzacji w Polsce są:
- Ustawa z 30 sierpnia 1996 r. o komercjalizacji i niektórych uprawnieniach pracowników (Dz.U. z 2024 r. poz. 1198)
- Ustawa z 25 września 1981 r. o przedsiębiorstwach państwowych (Dz.U. z 2023 r. poz. 437).